# Jhulia Dos Santos
Jhulia Karol Dos Santos (Terra Santa, 18 de septiembre de 1991) es una velocista brasileña con discapacidad visual. Compitiendo en la clasificación T11, Dos Santos representó a Brasil en los Juegos Paralímpicos de Verano 2012 en Londres ganando una medalla de bronce en el sprint de 100 metros. También es medallista de múltiples campeonatos mundiales y parapanamericanos, con cinco medallas en cuatro torneos. En los Juegos Parapanamericanos de 2019 celebrados en Lima obtuvo la medalla de oro en la prueba de 400 m de la categoría T11 con una marca de 58.93.